# 黎巴嫩教育

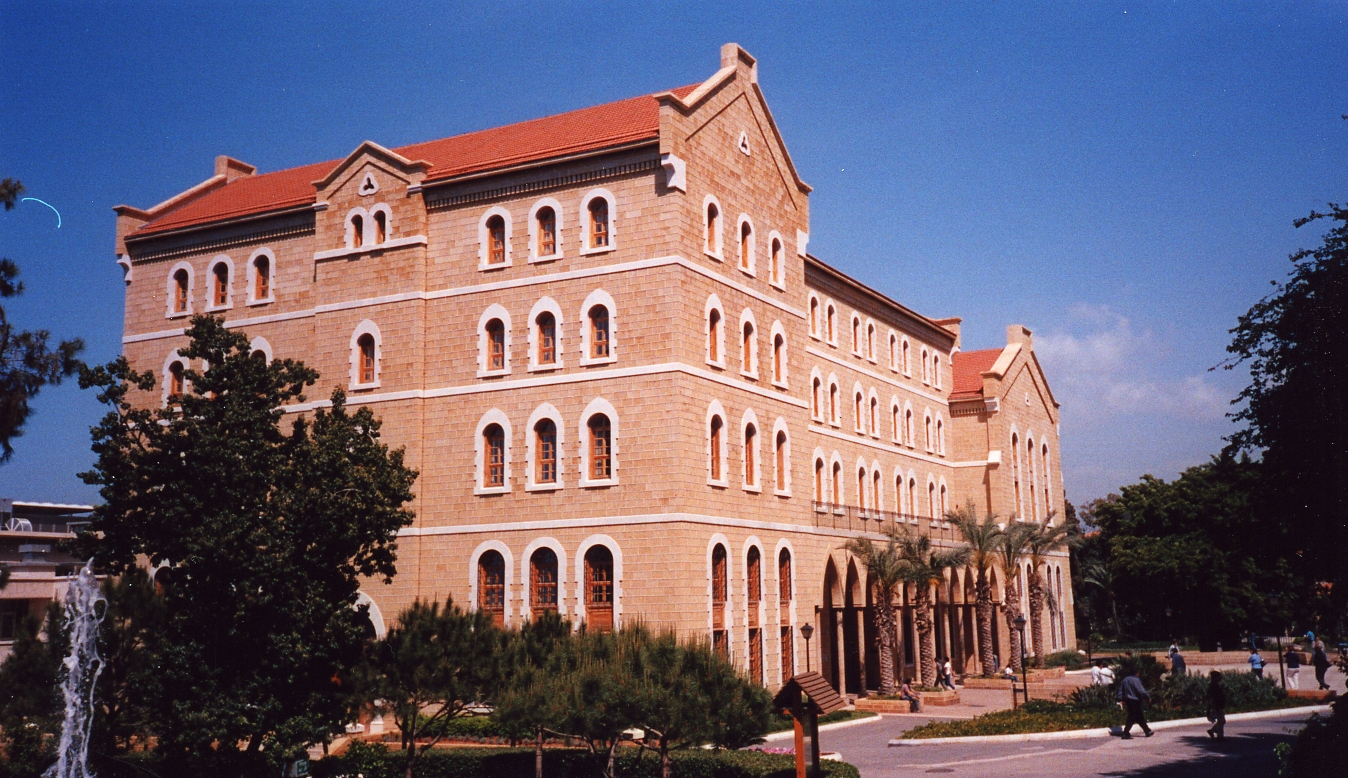
貝魯特美國大學

在黎巴嫩，英語（或法語）以及阿拉伯語在基礎教育階段起即是教學語言。英語或法語是所有類型學校數學以及自然科學科的强制教學語言。 黎巴嫩實行6嵗至14嵗的9年義務教育。
根據2013年世界經濟論壇的一份報告，黎巴嫩的綜合教育水平排名全球第十，其中，數學以及自然科學科則排名為第四。
 但這份調查報告僅僅是基於世界經濟論壇各國領導人根據其國内的教育系統所提出的主觀意見調查。
而在OECD發起的有史以來全球之大的學校排名中，黎巴嫩在數學與自然科學方面則僅排位第58名。
黎巴嫩2014年的成人識字率為93% ，在聯合國的人類發展指數中排名第65。在MENA（中東北非）中，落後於以色列、卡塔爾（96.3%）、巴林（94.6%），但是高於利比亞（89.5%）、沙地阿拉伯（87.2%）以及阿曼（86.9%） 。
黎巴嫩國内25嵗以上國民中，擁有中學以上學歷的比例為54.2%，而女性則衹為38.8%
值得注意的是，黎巴嫩三分之二的學生入讀私立學校。2015年4月，該國教育部部長 Elias Bou Saab承認，黎巴嫩國内教育體系内部有著較大差異，尤其是公立學校内。黎巴嫩法律規定國家教育大綱應該4年更新一次，但是實際上該國自從2000年后便無更新過教學大綱。另外，由於國内對黎巴嫩現代史存在較大分歧，歷史科課文衹講解1943年之前的歷史。
黎巴嫩有許多知名的大學，像是黎巴嫩大學、貝魯特美國大學、圣约瑟夫大学、黎巴嫩美國大學等等，部份的學生甚至會到國外留學。